# Эз-Зарка (мухафаза)
Эз-Зарка́ (араб. محافظة الزرقاء‎) — мухафаза в центре Иордании.
- Административный центр — Эз-Зарка.
- Площадь — 4 761 км², население — 931 100 человек (2012 год).

## География
На севере граничит с мухафазой Эль-Мафрак, на юге с мухафазой Амман, на западе с мухафазами Эль-Балка и Джараш, на востоке с Саудовской Аравией.

## Административное деление
Мухафаза разделена на 4 района:
- Al-Azraq
- Az-Zarqa
- Birin
- As-Sukhnah